# Kirsty Broun
Kirsty Broun, née le 16 juillet 1979 à Devonport, est une ancienne coureuse cycliste australienne

## Palmarès sur route
- 2007
  - South Bank GP
  - 2e de Burnie
- 2008
  -  Championne d'Australie du critérium
  - Cronulla
  - 2e de Grafton-Inverell
  - 2e de Noosa International Critérium
- 2009
  -  Championne d'Australie du critérium
  - Bay Classic
    - Classement général
    - 2e, 4e et 5e étapes

  - 1re étape de Canberra Tour
  - 2e étape de Nature Valley Grand Prix
  - 2e du Classique de Padoue
  - 3e du Tour du Qatar
- 2010
  - 3e du Ronde van Gelderland
  - 3e du Circuit de Borsele
- 2011
  - 3e de Bay Classic